# Ještěd
Ještěd (tyska: Jeschken) är ett berg i norra Tjeckien, nära gränsen till Tyskland och Polen.  Det ligger i regionen Liberec, 80 km nordost om huvudstaden Prag. Toppen på Ještěd är 1 012 meter över havet.
Ještěd är känt för sin backhoppsanläggning. Närmaste större samhälle är Liberec, 6 km nordost om Ještěd. Berget ingår i massivet Ještědské Pohoří.